# Marcello Melani
(Marcello Melani)
Marcello Melani (Pistoia, 27 maggio 1920 – Pescia, 30 marzo 2002) è stato un dirigente sportivo italiano.

## Biografia
Di origini poverissime, la sua famiglia era immigrata verso il Nord Italia dove fece la propria fortuna negli anni '50-'60. Ebbe due mogli, la seconda delle quali, del Nord Italia, aveva interessi nel settore petrolifero.
Si fece ben presto conoscere con l'appellativo di "Faraone" per le sue facoltà economiche, per il numero delle sue proprietà e per la conseguente propensione a realizzare ogni cosa con grande spiegamento di mezzi e di risorse.
Non a caso creò quasi da nulla una squadra di calcio, l'Unione Valdinievole, un progetto finalizzato ad accorpare in un solo club ben 14 piccole squadre del comprensorio, che militavano dalla Serie D alla Seconda Categoria. Ma il suo esperimento,  probabilmente per troppo campanilismo, fallì dopo pochi anni.
Nel frattempo divenne Presidente della Pistoiese nel 1974 succedendo a Oriano Ducceschi, che era stato contestato dalla tifoseria per gli scarsi risultati conseguiti dalla squadra. Dal momento che il “Faraone” era anche Presidente di un'altra società calcistica di Serie D, l'Unione Valdinievole, da lui creata, per evitare conflitti di interesse, lasciò inizialmente la presidenza ad Ezio Giotti, suo uomo di fiducia, per poi assumerla in prima persona un anno dopo, per dedicarsi "anima e corpo" agli arancioni. Durante la sua gestione la Pistoiese raggiunse la sua prima (e tuttora, ultima) promozione in Serie A nella stagione 1979-80.
Al momento in cui si insediò come Presidente della società arancione dichiarò che in 5 anni, dalla Serie D, avrebbe portato la squadra in Serie A: tutti gli diedero del "visionario". Nella realtà dei fatti sbagliò la sua previsione di una sola stagione.
Fu molto vicino alla tifoseria organizzata anche attraverso l'elargizione di contributi per l'acquisto di materiale coreografico.
A seguito della sua morte, avvenuta nel 2002 all'età di 81 anni, il 6 dicembre 2006 gli è stato intitolato lo Stadio Comunale di Pistoia.